# Teodoro Andreu
Teodoro Andreu – hiszpański malarz i grafik. Był uczniem Joaquina Sorolli i kontynuatorem luminizmu. 